# Pogórze Zachodniosudeckie
Pogórze Zachodniosudeckie (332.2) –  wprowadzona przez Jerzego Kondrackiego jednostka w podziale Sudetów i Przedgórza Sudeckiego.
Składa się z następujących jednostek:
- Pogórze Zachodniołużyckie (niem. Westlausitzer Hügel- und Bergland, w Niemczech)
- Płaskowyż Budziszyński (niem. Oberlausitzer Gefilde, w Niemczech)
- Pogórze Wschodniołużyckie (niem. Östliche Oberlausitz, w Niemczech)
- Pogórze Łużyckie (niem. Lausitzer Bergland, w Niemczech)
- Obniżenie Żytawsko-Zgorzeleckie
- Pogórze Izerskie (cz. Frýdlantská pahorkatina)
- Pogórze Kaczawskie
- Pogórze Wałbrzyskie

Pogórze Wałbrzyskie należało wcześniej (m.in. według Wojciecha Walczaka) do Sudetów Środkowych, pozostałe pogórza – do Sudetów Zachodnich.